# Croatie au Concours Eurovision de la chanson 2011
La Croatie a participé au Concours Eurovision de la chanson 2011 à Düsseldorf en Allemagne, et sélectionnera son représentant par la sélection nationale du Dora 2011 - Let's go to Eurovision!, organisé par le diffuseur croate HRT.

## Dora2011 -Let's go to Eurovision!
La dix-neuvième édition du Dora a déménagé en 2011 de Opatija, une petite ville sur la côte Adriatique, vers la capitale Zagreb, car l'émission aurait coûtée plus cher à produire là-bas.
Ayant observée la vainqueur du Concours 2010, la HRT a décidé de choisir son représentant de la même manière que les Allemands qui ont choisi Lena Meyer-Landrut.
Les participants doivent être croates, âgés de 16 ans ou plus. Le diffuseur s'efforce que le Concours soit ouvert aux inconnus tout comme aux grands noms de la chanson croate.
Le Dora 2011 sera constitué de sept émissions, dans lesquelles les participants chanteront en direct. Dans la première et la deuxième émission, six des douze participants seront sélectionnés par un vote public. Dans la troisième émission, les douze participants possédant le plus de points des deux premières émissions ont pu continuer à participer. Dans la quatrième émission, six participants ont concouru et les deux ayant reçu le moins de votes ont été éliminés. Dans les cinquième et sixième émissions, un seul participant a été éliminé.
Seuls les spectateurs ont pu voter dans les six premières émissions. La première émission s'est déroulée le 22 janvier 2011, et la finale nationale se déroulera le 5 mars 2011. La finale se déroulera en deux parties, trois chansons seront chantées dans chacune des parties et seront jugées par des compositeurs célèbres croates choisis par la HRT. Les résultats seront décidés par le jury (50 %) et le télévote (50 %).

### Participants
Le 21 décembre 2010, la HRT a annoncé les 24 participants et deux retours pour le Dora 2011.
Les participants sont :
| - Diana Heraković - Mirko Švenda-Žiga - Jelena Vanjek - Mijo Lešina - Marija Rubčić - Valentina Briški - Damir Kedžo - Doris Teur - Dora Benc - Artemija Stanić - Ivana Brkašić - Katica Marinović | - Miro Tomić - Renata Holi - Saša Lozar - Ana Eškinja - Jacques Houdek - Daria Kinzer - Tina Vukov - Mila Soldatić - Mario Sambrailo - Filip Dizdar - Manuela Svorcan - Sabrina Hebiri |

Maksim Hozić et Marina Đurović sont les retours.

### Phase éliminatoire
|  | Vainqueur           |
|  | Second              |
|  | Participant sauvé   |
|  | Participant éliminé |
|  | Non participant     |

|  | Participant  |
|  | Participante |
|  | Wildcard     |

|       |                  | Éliminatoires | Éliminatoires      | Éliminatoires      | Éliminatoires      | Quart de finale    | Demi-finale        | Finale             |          |
| 22/1  | 29/1             | 5/2           | 12/2               | 19/2               | 26/2               | 5/3                |                    |                    |          |
| Place | Concurrent       | Résultat      | Résultat           | Résultat           | Résultat           | Résultat           | Résultat           | Résultat           | Résultat |
| 1     | Daria Kinzer     |               | WC                 | Sauvé              | Sauvé              | WC                 | 1er                | Vainqueur          |          |
| 2     | Jacques Houdek   | 1er           |                    | Sauvé              | Sauvé              | Sauvé              | Sauvé              | Finaliste          |          |
| 3     | Mirko Švenda     |               | 1er                | 1er                | 1er                | 1er                | Éliminé            | Éliminé (5e tour)  |          |
| 4     | Katica Marinović |               | Sauvé              | Sauvé              | WC                 | Éliminé            | Éliminé (4e tour)  | Éliminé (4e tour)  |          |
| 5-6   | Ana Eškinja      |               | Sauvé              | Sauvé              | Éliminé            | Éliminé (3e tour)  | Éliminé (3e tour)  | Éliminé (3e tour)  |          |
| 5-6   | Doris Teur       |               | Sauvé              | WC                 | Éliminé            | Éliminé (3e tour)  | Éliminé (3e tour)  | Éliminé (3e tour)  |          |
| 7-12  | Dora Benc        | Sauvé         |                    | Éliminé            | Éliminé (2e tour)  | Éliminé (2e tour)  | Éliminé (2e tour)  | Éliminé (2e tour)  |          |
| 7-12  | Sabrina Hebiri   | Sauvé         |                    | Éliminé            | Éliminé (2e tour)  | Éliminé (2e tour)  | Éliminé (2e tour)  | Éliminé (2e tour)  |          |
| 7-12  | Saša Lozar       |               | Sauvé              | Éliminé            | Éliminé (2e tour)  | Éliminé (2e tour)  | Éliminé (2e tour)  | Éliminé (2e tour)  |          |
| 7-12  | Miro Tomić       | Sauvé         |                    | Éliminé            | Éliminé (2e tour)  | Éliminé (2e tour)  | Éliminé (2e tour)  | Éliminé (2e tour)  |          |
| 7-12  | Jelena Vanjek    | Sauvé         |                    | Éliminé            | Éliminé (2e tour)  | Éliminé (2e tour)  | Éliminé (2e tour)  | Éliminé (2e tour)  |          |
| 7-12  | Tina Vukov       | WC            |                    | Éliminé            | Éliminé (2e tour)  | Éliminé (2e tour)  | Éliminé (2e tour)  | Éliminé (2e tour)  |          |
| 12-24 | Diana Heraković  |               | Éliminé            | Éliminé (1er tour) | Éliminé (1er tour) | Éliminé (1er tour) | Éliminé (1er tour) | Éliminé (1er tour) |          |
| 12-24 | Filip Dizdar     |               | Éliminé            | Éliminé (1er tour) | Éliminé (1er tour) | Éliminé (1er tour) | Éliminé (1er tour) | Éliminé (1er tour) |          |
| 12-24 | Manuela Svorcan  |               | Éliminé            | Éliminé (1er tour) | Éliminé (1er tour) | Éliminé (1er tour) | Éliminé (1er tour) | Éliminé (1er tour) |          |
| 12-24 | Marija Rubčić    |               | Éliminé            | Éliminé (1er tour) | Éliminé (1er tour) | Éliminé (1er tour) | Éliminé (1er tour) | Éliminé (1er tour) |          |
| 12-24 | Mijo Lešina      |               | Éliminé            | Éliminé (1er tour) | Éliminé (1er tour) | Éliminé (1er tour) | Éliminé (1er tour) | Éliminé (1er tour) |          |
| 12-24 | Renata Holi      |               | Éliminé            | Éliminé (1er tour) | Éliminé (1er tour) | Éliminé (1er tour) | Éliminé (1er tour) | Éliminé (1er tour) |          |
| 12-24 | Artemija Stanić  | Éliminé       | Éliminé (1er tour) | Éliminé (1er tour) | Éliminé (1er tour) | Éliminé (1er tour) | Éliminé (1er tour) | Éliminé (1er tour) |          |
| 12-24 | Damir Kedžo      | Éliminé       | Éliminé (1er tour) | Éliminé (1er tour) | Éliminé (1er tour) | Éliminé (1er tour) | Éliminé (1er tour) | Éliminé (1er tour) |          |
| 12-24 | Ivana Brkašić    | Éliminé       | Éliminé (1er tour) | Éliminé (1er tour) | Éliminé (1er tour) | Éliminé (1er tour) | Éliminé (1er tour) | Éliminé (1er tour) |          |
| 12-24 | Mario Sambrailo  | Éliminé       | Éliminé (1er tour) | Éliminé (1er tour) | Éliminé (1er tour) | Éliminé (1er tour) | Éliminé (1er tour) | Éliminé (1er tour) |          |
| 12-24 | Mila Soldatić    | Éliminé       | Éliminé (1er tour) | Éliminé (1er tour) | Éliminé (1er tour) | Éliminé (1er tour) | Éliminé (1er tour) | Éliminé (1er tour) |          |
| 12-24 | Valentina Briški | Éliminé       | Éliminé (1er tour) | Éliminé (1er tour) | Éliminé (1er tour) | Éliminé (1er tour) | Éliminé (1er tour) | Éliminé (1er tour) |          |

### Éliminatoire 1 ( 22 janvier 2011)
- Jury de célébrité : Gabi Novak, Dino Jelusić et Milana Vlaović ;
- Vainqueur : Jacques Houdek ;
- Le télévote a déterminé que le sixième finaliste serait Tina Vukov ;
- Dans une conférence de presse peu après l'éliminatoire, il fut annoncé que les votes ont été incorrectement analysés, et que Jelena Vanjek a été qualifiée au lieu de Damir Kedžo[6].

| #  | Artistes         | Chansons (artistes originaux)            | Resultats |
| -- | ---------------- | ---------------------------------------- | --------- |
| 1  | Damir Kedžo      | Crazy Little Thing Called Love (Queen)   | Éliminé   |
| 2  | Ivana Brkašić    | Iznad oblaka (Nola)                      | Éliminé   |
| 3  | Artemija Stanić  | Believe (Cher)                           | Éliminé   |
| 4  | Miro Tomić       | Sjećam se provog poljupca (Film)         | Sauvé     |
| 5  | Mila Soldatić    | Wuthering Heights (Kate Bush)            | Éliminé   |
| 6  | Tina Vukov       | S vremena na vrijeme (Prljavo kazalište) | Wildcard  |
| 7  | Mario Sambrailo  | Sway (Michael Bublé)                     | Éliminé   |
| 8  | Sabrina Hebiri   | Tempera (Zlatan Stipišić Gibonni)        | Sauvé     |
| 9  | Dora Benc        | This Is the Life (Amy Macdonald)         | Éliminé   |
| 10 | Jelena Vanjek    | Gdje Dunav ljubi nebo (Josipa Lisac)     | Sauvé     |
| 11 | Valentina Briški | Monday Morning (Melanie Fiona)           | Éliminé   |
| 12 | Jacques Houdek   | Molitva (Parni Valjak)                   | Sauvé     |

### Éliminatoire 2 (29 janvier 2011)
- Jury de célébrité : Vanna, Luka Nižetić et Sandra Bagarić[7] ;
- Vainqueur : Mirko Švenda - Žiga ;
- Le télévote a déterminé que le sixième finaliste serait Daria Kinzer.

| #  | Artistes         | Chansons (artistes originaux)                         | Resultats |
| -- | ---------------- | ----------------------------------------------------- | --------- |
| 1  | Renata Holi      | "Ja za ljubav neću moliti" (Nina Badrić)              | Éliminé   |
| 2  | Mijo Lešina      | "Signed, Sealed, Delivered I'm Yours" (Stevie Wonder) | Éliminé   |
| 3  | Manuela Svorcan  | "Da smo se voljeli manje" (Jinx)                      | Éliminé   |
| 4  | Daria Kinzer     | "A New Day Has Come" (Celine Dion)                    | Wildcard  |
| 5  | Doris Teur       | "Stop" (Natali Dizdar)                                | Sauvé     |
| 6  | Diana Heraković  | "Respect" (Aretha Franklin)                           | Éliminé   |
| 7  | Mirko Švenda     | "Da li znaš da te volim" (Time)                       | Sauvé     |
| 8  | Katica Marinović | "I'm Outta Love" (Anastacia)                          | Sauvé     |
| 9  | Ana Eškinja      | "Kao da me nema tu" (Vanna)                           | Sauvé     |
| 10 | Marija Rubčić    | "If I Ain't Got You" (Alicia Keys)                    | Éliminé   |
| 11 | Filip Dizdar     | "Nebo iznad nas" (Tony Cetinski)                      | Éliminé   |
| 12 | Saša Lozar       | "Billie Jean" (Michael Jackson)                       | Sauvé     |

### Éliminatoire 3 (5 février 2011)
- Jury de célébrité : Tereza Kesovija, Maja Blagdan et Hari Varešanović[8] ;
- Vainqueur : Mirko Švenda - Žiga ;
- Dans la prochaine émission, le télévote déterminera qui sera le sixième finaliste.

| #  | Artistes         | Chansons (artistes originaux)       | Résultats |
| -- | ---------------- | ----------------------------------- | --------- |
| 1  | Mirko Švenda     | "I'm Still Standing" (Elton John)   | Sauvé     |
| 2  | Doris Teur       | "Tako lako" (Cacadou Look)          | Éliminé   |
| 3  | Saša Lozar       | "Stars" (Simply Red)                | Éliminé   |
| 4  | Dora Benc        | "Mjesec" (DeTour)                   | Éliminé   |
| 5  | Sabrina Hebiri   | "Mercy" (Duffy)                     | Éliminé   |
| 6  | Miro Tomić       | "Nitko kao ti" (Songkillers)        | Éliminé   |
| 7  | Jacques Houdek   | "Right Here Waiting" (Richard Marx) | Sauvé     |
| 8  | Katica Marinović | "Vatra i led" (Colonia)             | Sauvé     |
| 9  | Tina Vukov       | "Cry Cry" (Oceana)                  | Éliminé   |
| 10 | Jelena Vanjek    | "Valerie" (Amy Winehouse)           | Éliminé   |
| 11 | Ana Eškinja      | "Alejandro" (Lady Gaga)             | Sauvé     |
| 12 | Daria Kinzer     | "Ugasi me" (Parni valjak)           | Sauvé     |

### Éliminatoire 4 (12 février 2011)
- Jury de célébrité : Ivana Banfić, Mirjana Bohanec et Tomislav Bralić ;
- Vainqueur : Mirko Švenda - Žiga ;
- Dans la prochaine émission, le télévote déterminera le quatrième demi-finaliste.

| # | Artistes         | Chansons (artistes originaux)              | Résultats |
| - | ---------------- | ------------------------------------------ | --------- |
| 1 | Katica Marinović | "Tvoja ljubav" (The Bastardz)              | Éliminé   |
| 2 | Jacques Houdek   | "Oprosti" (Gibonni)                        | Sauvé     |
| 3 | Ana Eškinja      | "Čarobno jutro" (Nina Badrić)              | Éliminé   |
| 4 | Mirko Švenda     | "U ljubav vjere nemam" (Oliver Dragojević) | Sauvé     |
| 5 | Daria Kinzer     | "Da ti nisam bila dovoljna" (Electro Team) | Sauvé     |
| 6 | Doris Teur       | "Danas sam luda" (Josipa Lisac)            | Éliminé   |

## À l'Eurovision
La Croatie participera à la première demi-finale du Concours, le 10 mai 2011.